# Figurer i Merlin
Dette er en liste over fiktive personer i tv-serien Merlin – inklusiv biroller.
Note: Alle karaktere er listet i alfabetisk orden ved fornavn.

## A

### Aglain
Aglain (spillet af Colin Salmon) er en druide, der bor i skoven Acestir. Morgana følger Merlins råd og tager ud for at lede efter druiedernes lejr, for at finde sandheden om sine skjulte magiske kræfter. Hun bliver bidt af en gigantisk skorpion og Aglain redder hende, efter drengen Mordred (med hvem Morgana har en telepatisk forbindelse) fornemmer, at hun er i fare. Aglain behandler Morganas sår og fortæller hende senere, at hun har en magisk gave, men at der vil gå mange år, før hun kan forstå sine kræfter og lære at bruge dem. Han fortæller hende, at magi kan bruges til både godt og ondt. Da Arthur og ridderne angriber druidernes lejr, hjælper Aglain Morgana og Mordred med at flygte, mens han selv bliver skudt (formodentlig ret alvorligt) af Arthurs mænd.

### Agravaine
Agravaine (portrætteret af Nathaniel Parker) var bror til Ygraine og Tristan de Bois og onkel til Arthur, der dukkede op i den fjerde sæson. Selvom han var angiveligt i Camelot at fungere som rådgiver for Arthur, var Agravaine der i virkeligheden for at hjælpe Morgana i hendes forsøg på at erobre tronen. 

### Alator
Alator (portrætteret af Gary Lewis) var en gådefuld, magisk kriger og præst, der kortvarigt allieret med Morgana i episoden, The Secret Sharer. Søgende den sande identitet bag Emrys, beder Morgana om hans tjenester til gengæld for den helbredende armbånd Morgause havde givet hende i den anden sæson. Alator og hans følgesvend kidnapper derefter Gaius og torturerer ham for at få oplysninger om Emrys. Da Gaius uundgåeligt fortalte Alator om Emrys' sande identitet såvel som profetierne om ham, skiftede Alator side, reddede Merlin fra Morgana. Derefter fortæller han Merlin at han kender Merlins planer om at skabe en bedre verden, og at han gerne ville give sit liv for det. Hans liv blev taget af Morgana tre år senere, da Alator nægtede at afsløre Emrys' identitet. 

### Alice
Alice (spillet af Pauline Collins) er en troldkvinde fra Camelot, før den store udrensningen begyndte, der besidder en stor medfødt kraft med et speciale indenfor helende fortryllelser. Efter Gaius ansættes som hoflæge, bliver de to gode venner gennem deres fælles interesse. De ender med at blive forlovet. Men da Uther begynder at henrette folk, der udøver magi, er Gaius tvunget til at hjælpe Alice med at flygte fra Camelot efter at have set hendes navn på en af Uthers lister, mens han må blive tilbage for, at ikke at afsløre sin rolle i hendes flugt.
År senere, vender Alice tilbage til Camelot, og selvom Gaius er glad for at være sammen med hende igen, finder Merlin ud af, at hun har sluttet sig sammen med en manticore; Alice havde håbet, at hun kunne bruge dens mørke kræfter til gode gerninger, men den har forbandet hende og bruger hendes forhold til Gaius til at dræbe Uther. Selvom dele af manticorens plan lykkes, lykkes det dog for Merlin og Gaius at redde Uther ved at dræbe manticoren. Gaius hjælper efterfølgende Alice med flygte natten før hendes henrettelse.

### Anhora
Anhora (spillet af Frank Finlay) er vogter for kongerigets enhjørninger. Da Arthur dræber en under en jagt, fortæller Anhora ham, at en forbandelse er blevet frigivet og at Camelot ikke kan reddes, før Arthur gør det godt igen. Anhora laver efterfølgende forskellige "prøver", hvor Arthur fejler, da han dræber tyven Evan for at have fornærmet hans stolthed og ære. Merlin ser, hvor oprevet og desperat Arthur er blevet for at beskytte kongeriget, så han går til Anhora og spørger, om Arhut ikke kan få en chance til. Anhora siger til Merlin, at han skal få Arthur til at tage til Gedrefs Labyrint. Arthur tager af sted, men, uden Arthur ved det, følger Merlin efter. Anhora kidnapper Merlin ved at lokke ham med vin. Arthur og Merlin finder dog vej ud af labyrinten, hvor de finder et bord, hvorpå der står to karafler med væske i. Den ene af dem er forgiftet, den anden er ikke. Arthur og Merlin hælder begge væsker i ét krus og selvom Merlin mener, at han burde drikke væsken, fordi Arthur betyder mere for kongeriget, distraherer Arthur Merlin og drikker det hele selv. Det viser sig, at den forgiftede væske blot var sovemiddel og Arthur kommer sig. Men idet at Arthur er villig til at dø for at Merlin kan leve, har han gjort op for drabet af enhjørningen, hvilket får Anhora til at ophæve forbandelsen over Camelot.

### Aredian
Aredian (spillet af Charles Dance) er en freelance troldmandsjæger med øgenavnet "Heksefinderen", kendt for sine effektive metoder. Han bliver hyret af Uther for at gennemsøge Camelot efter troldmænd efter en røgillusion, forårsaget af Merlin, havde vist sig for en borger. Efter at have forhørt flere mistænkte, anklager han Merlin for at bruge magi. Efter at have gennemsøgt Gaius' kammer, finder Aredian et fortryllet armbånd, som han bruger som bevis mod Merlin. Men i et forsøg på at beskytte Merlin, tilstår Gaius, at armbåndet er et gammelt minde af hans. Det gør at Merlin bliver løsladt og det i stedet er Gaius, der bliver anklaget for trolddom. Efter et hårdt forhør, presser Aredian Gaius til at tilstå, trods hans uskyld, at han er troldmand, efter Aredian har lovet at lade anklagerne om brug af magi falde mod Merlin og Morgana. Uther dømmer efterfølgende Gaius til døden. Efter en rørende afsked med Gaius, opdager Merlin, at armbåndet var blevet plantet og at Aredian havde arrangeret hele sagen, hvilket gør Aredian til en svindler. Merlin og Gwen samler og planter beviser mod Aredians svindelnummer for at kunne fremvise dem til Uther og overtale Arthur til at udskyde Gaius' henrettelse. Efter at have gennemrodet Aredians kammer og de plantede beviser findes, panikker Aredian og for at undgå straf, flygter han ud af vinduet, hvilket slår ham ihjel. 

### Arthur Pendragon
Arthur Pendragon (spillet af Bradley James) var konge af Camelot og tidligere prinsen. Han var den eneste søn af Uther Pendragon og Ygraine, og halvbror til Morgana Pendragon. Han blev spået til at blive det "den ene og fremtidige konge, der vil forene landet Albion", og det blev afsløret i episoden Excalibur at han blevet undfanget med hjælp af magi, på grund af hans mor ikke har været i stand til at få børn. I den første sæson, begyndte Arthur som et forkælet bølle, der er kastede knive efter en rædselsslagen tjener, og kæmper med Merlin ved flere lejligheder bare for at have det sjovt. Efter Merlin reddede Arthurs liv fra en snigmorder i første episode, The Dragon Call, blev Merlin gjort til hans tjener. Deres første forhold var ikke godt, da begge havde lidt forståelse for hinanden og deres forskellige personligheder ofte stødte sammen. Men i løbet af den første sæson, begyndte Arthur at modnes, og for forståelse for havd han gjorde mod andre mennesker. I The Poisoned Chalice, hvor Merlin drak et glas vin, som Nimueh havde forhekset hvor han blev frygtelig syg, og Arthur ville finde en kur. Selvom Uther forbød ham at finde kuren, for Merlin var blot en tjener. Tog Arthur dog aligevel ud at finde den kuren. Ved en anden lejlighed i The Beginning of the End, bistod Arthur Merlin i bestræbelserne på at befri en druidedreng og returnere ham til hans folk (uvidende, at drengen rent faktisk blev Mordred, den person, der er bestemt til en dag dræbe at ham). Arthur rejste også til Merlins hjemlandsbyen Ealdor at forsvare det fra raiders i episoden, The Moment of Truth, som beviser endnu engang, at han brød sig mere om Merlin, end han normalt viser.

### Aulfric
Aulfric (spillet af Kenneth Cranham) kommer til Camelot efter han og hans datter, Sophia, bliver reddet fra en bande af Arthur. Han og Sophia er hemmelige magiske skabninger, kendt som Sidher, men de er blevet forvist fra Avalon, de udødeliges land, fordi Aulfric slog en anden Sidhe ihjel. Han er derfor tvunget til at leve som en dødelig, mens Sophia kan vende tilbage til Avalon, hvis hun finde en dødelig prins at ofre til de ældste Sidher. Merlin forhindrer dem i at dræbe Arthur og slår i stedet Aulfric og Sophia ihjel, ved hjælp af Sophias magiske stav.

## B

### Lord Bayard Of Mercia
Lord Bayard (spillet af Clive Russell) er konge af nabokongeriget Mercia, med hvem Uther underskriver en fredskontrakt. Da Merlin bliver forgiftet under fejringen af underskrivningen, tror Uther, at giften oprindeligt var ment til Arthur og smider Bayard og hele hans royale følge i fangekælderen. Soldater fra Bayards eget kongerige vil erklære krig mod Camelot, men bliver stoppet, da Gaius fortæller Uther, at giften stammer fra Nimueh.

### Balinor
Balinor (spillet af John Lynch) er den sidstkendte "drageherre", som har kraften til at tæmme drager. Han er Merlins far, der var tvunget til at leve i skjul med Merlins mor, efter at være blevet forvist fra Camelot. Han bor alene i en grotte og kan ikke lide nogen mennesker. Da Merlin og Arthur finder ham, nægter han at hjælpe dem med at tæmme den Store Drage, stadig bitter over Uthers tidligere behandling af ham. Efter at høre at Gaius også er i fare for denne drage, bliver han mindet om de mennesker, der hjalp ham i Camelot og indvilliger i at vende tilbage. Efter at finde ud af at han er far til Merlin, fortæller han Merlin om, hvordan en drageherres kræfter bliver givet videre til efterkommere. Under et angreb fra soldater, fra det kongerige som Balinor har skjult sig i, ofrer Balinor sig selv for at redde Merlin. Med hans død, overtager Merlin titlen som den sidste drageherre.

## C

### Lady Catrina
Lady Catrina (spillet af Sarah Parish) er adelskvinde fra Huset Tregor. Hun er blevet efterlignet af en trold i afsnittene "Beauty and the Beast" Parts One og Two. Trolden har lavet en eliksir, der tillader hende at antage en menneskelig skikkelse i noget tid af gangen. Trolden antager skikkelse som Lady Catrina og, sammen med sin tjener Jonas, infiltrerer hun Camelot i jagten på rigdom og magt. Efter at have fortryllet Uther, ved at få ham til at falde for hende, gifter de sig og trolden bliver dronning af Camelot. Merlin og Gaius indser, at hun er en svindler, da hun afviser en drik Gaius har forberedt til hende, fordi han, mange år tidligere, da Lady Catrina var barn, diagnosticerede den virkelige Lady Catrina med en uhelbredelige knoglesygdom. Som fortryllelsen tager til i styrke, skaber hun splid mellem Uther og Arthur, og får til sidst Uther overbevist om, at gøre Arthur arveløs, hvilket gør hende til den næste i tronfølgen. Merlin opdager, at trolden drikker eliksirer for at bibeholde sin menneskelige skikkelse og får Gaius til at genskabe eliksiren, dog uden dens magiske effekt. Trolden drikker den falske eliksir og hendes virkelige skikkelse bliver afsløret; men hendes trolddom over Uther er så stærk, at han ikke kan se forskel, til trods for at sandheden er tydelig for alle andre. Efter at have besøgt Den Store Drage, finder Merlin ud af, at fortryllelsen kun kan brydes, ved at Uther græder "virkelige angerstårer". Arthur tager en eliksir for at simulere sin død og da Gaius bringer nyheden, græder Uther, da han tror, at hans søn har begået selvmord. Trolden prøver at bibeholde sin magt over Uther, men fortryllelsen er allerede brudt og trolden bliver dræbt af Arthur.

### Cedric
Cedric (spillet af Mackenzie Crook) er en svindler, der prøver at tilrane sig Merlins plads som Arthurs personlige tjener. Han vil have adgang til Arthurs personlige gemakker, for at stjæle nøglerne til nogle underjordiske kamre, hvor Uther opbevarer ukendte skatte. Da Merlin bruger magi til at spidde en orne, der under en jagt angriber Arthur, tager Cedric æren for at have kastet spyddet og bliver, som belønning, ansat ved hoffet. Han slipper derefter Arthurs heste løs, hvilket Merlin får skylden for. Arthur sender Merlin hjem for at have begået denne fejl og giver Cedric Merlins, nu, ledige plads, hvorefter Cedric tager nøglerne og røver det underjordiske kammer. Han prøver at stjæle den juvel, der pryder Cornelius Sigans kiste og bliver besat af Sigans ånd. Sigans magiske ånd udvikler sig til et frygteligt monster, der næsten destruerer Camelot, men bliver stoppet af den fortryllelse Den Store Drage fortæller til Merlin. Merlin nægter at forlade Arthur og tilslutter sig Sigan, så Sigan forlader Cedrics krop i et forsøg på at besætte Merlins. Det er uklart, hvad der sker med Cedric efter dette. 

### Cenred
Kong Cenred (spillet af Tom Ellis) er en ven af heksen Morgause og konge af kongeriget "Cenred". Efter Morgause får Uther til at hallucinere (ved at fortrylle ham), hvilket får hans undersåtter til at frygte for hans mentale tilstand, fortæller hun Cenred, at Uther er svag og at, uden en leder, er Camelot nem at erobre. Men Cenred er usikker og påstår, at trods Uthers fravær, vil Camelot stadig ikke være nem at overtage. Morgause fortæller ham, at hun har en smutvej ind i slottet. Cenred frygter dog, at smutvejen ikke er sikker og er bange for, at de vil blive forrådt. Morgause forsikrer ham derefter om, at de kan stole på Morgana til den bitre end og overbeviser Cenred om, at kæmpe om Camelot. Han samler sine tropper, med lejesoldater strømmende ind fra sit kongerige. Hele hans hær er til sidst samlet og han fører sine tusinde soldater til det svage Camelot. Cenred har ikke høje tanker om landsbyerne i udkanten af hans kongerige, og da landsbyen Ealdor beder om hjælp til at bekæmpe Kanens hær, nægter Cenred at sende tropper, trods sin enorme hær. 
Cenred sender senere mænd ud af for at fange Guinevere og hendes bror Elyan, for at bruge dem til at lokke Arthur i en fælde. Endnu en gang følger han Morgauses plan, hvilket beviser, at han er tiltrukket af hende. Arthur ankommer til Cenreds kongerige sammen med Morgana, Merlin og Gwen (som Cenred løslod for, at hun kunne fortælle Arthur, om sin stadig tilfangetagede bror). Cenred fanger derefter dem alle sammen og vil torturere Arthur for at få informationer om Camelot ud af ham, men Arthur og Merlin undslipper, før de også befrier Gwen og Elyan og tager af sted for at lede efter Morgana. Morgana agerer gidsel og da Arthur prøver at befri hende, holder Cenred et sværd mod hendes strube, mens Morgause forsøger at dræbe Arthur med magi. Deres plan bliver, endnu en gang, forpurret af Merlin, som saboterer Morgauses fortryllelse, hvilket forårsager en eksplosion, som slår hende og Cenred ud.
Cenred hjælper også Morgause i hendes forsøg på at få fingre i Livets Krus. Han bliver forrådt af troldkvinden, som får en af hans egne mænd til at vende sig imod ham, og hendes brug af Livet Krus i et ritual, gør at, hun får magten over alle Cenreds soldater. Cenred stikker krigeren ned, men fordi han er blevet udødelig, under Morgauses fortryllelse, ender det med at det er Cenred, der dør. Morgause virker ligeglad med, om Cenred er død eller levende, hvilket indikerer, at hun aldrig havde i sinde, at bruge Kruset til at redde hans liv. 
Kong Cenred er en forsigtig mand, og selvom Uther Pendragon var blevet fortryllet af Morgana, tøvede han stadig med at storme Camelot. Arthur påstår, at han er en kujon og altid har været det, selvom Cenred svarer med, at en kujon er en overlever, hvilket hentyder til, at han ikke var skamfuld over at blive kaldt en kujon. Han bekymrer sig mere om sit liv end sin stolthed. Cenred foretrækker, at få andre til at slås for ham i kampen om Camelot, end selv at deltage.
Men trods hans forsigtig og, måske, kujonlignende natur, udviser Cenred også tålmodig, en fejl, der bliver påpeget af Morgause. Cenred virker til at have et godt forhold til Morgause, ved at han komplimenterer hendes mod og han vil gøre meget for at tilfredsstille hende. Dette kan indikere, at han måske er tiltrukket af hende. Men han påstår også, at han hellere vil ofre Morgause end at risikere sine soldaters liv. Dette viser at han bekymrer sig om sine mænd, trods den tydelige ligegladhed overfor udkantsbyerne som Ealdor. Han nærer et dybt had til Camelot, og påstår, at "ingen ven af Camelot er uskyldig". Han bliver senere forrådt af Morgause og bliver dræbt efter at have hjulpet hende med at erobre Camelot i tredje sæson.

### Cornelius Sigan
Cornelius Sigan (spillet af Mackenzie Crook) var den største troldmand Camelot havde haft. Han blev til sidst henrettet for sin brug af ond magi, og forbandede Camelot og sværgede at vende tilbage en dag og ødelægge byen. Hans enorme formue blev begravet sammen med ham: Uther fik udgravet et underjordiske kammer, uvidende om, at den glødende juvel, der prydede Sigans kiste, indeholdt troldmandens ånd, der lå i hvile og ventede på sin hævn. Sigans ånd besætter Cedric og udløser et frygteligt uhyre i form af en ravn (Sigans navn betyder "ravn" på det Gamle Religions sprog). Merlin dræber uhyret ved hjælp af den fortryllelse, der er ham givet af Den Store Drage og blevet derefter tilbudt at slutte sig til Sigan. Trods Sigans forsøg på at overbevise Merlin om, at de kunne regere Camelot sammen, nægter Merlin og siger, at det er bedre at tjene en god mand end at regere med en ond. I respons, forsøger Sigan at besætte ham, men Merlin er i stand til et indespærre hans ånd i juvelen igen. 

## D

### Den Store Drage
Den Store Drage (lagt stemme til af John Hurt), også kendt som Kilgharrah, er en legendarisk drage, som ligger fanget i en hule, af Kong Uther Pendragon. Tyve år før serien finder sted, har Uther forbudt magi i Albion og dræbt enhver drage (i Camelot), bortset fra en, som han skånede for at sætte et eksempel. 
Merlin søger efter den stemme, der har jagtet ham og den leder ham til Den Store Drage. Den mystiske Drage bliver Merlins mentor i magi og fortæller ham, at Arthur er en del af Merlins skæbne og hvis han ikke følger den, vil skæbnen vælge ham. Dragen er også bekendt med Gaius, til trods for ingen af dem ved, at den anden har mødt Dragen. I sidste afsnit af første sæson fortæller Den Store Drage, at han kun hjælper Merlin, fordi han håber at kunne blive sat fri af ham, men fordi Dragens handlinger næsten dræber Merlins mor, sværger Merlin, at han aldrig vil sætte den fri fra sit fangehul under Camelot. Merlin vender Dragen ryggen, men bliver senere tvunget tilbage til Dragen for at hjælp til at standse Cornelius Sigan, og Dragen fortæller Merlin om en fortryllelse, i bytte for at Merlin lover at sætte Dragen fri senere. Dette afslører også at Gaius er bekendt med Merlins besøg hos Dragen, og Gaius indser, at Merlin og Dragen deler den samme gamle magi.
Til trods for at Dragen kan fremstå ubarmhjertig, såsom da han beordrer Merlin til ikke at hjælpe Morgana og Mordred, fordi han kender deres fremtidige skæbner, udviser han, til tider, en tydelig medfølelse – såsom da han undskylder overfor Merlin, da han ikke er i stand til at hjælpe Merlin med at redde Gaius fra Heksefinderen -, hvor det meste af hans passivitet bliver dikteret af hans tilsyneladende bekymring for fremtidige begivenheder. Han er endda på Merlins side i at redde Uther fra en trolds fortryllelse, til trods for gamle magiske bånd mellem Dragen og trolden, sådan at Camelot ikke vil falde i de forkerte hænder under troldens fortryllelse. Han udtrykker også en vis sans for humor, da han griner af både Uther og Arthurs magiske kærlighed til Lady Catrina og Vivian.
Da Merlin på et tidspunkt ser fremtiden i en magisk krystal, ser han at Dragen vil ødelægge Camelot, når den engang bliver sat fri. Selvom Gaius forsikrer ham om at den fremtid han så, blot var en mange mulige, er Merlin tydeligt trykket af synet af den mulig fremtid. Men da Dragen endnu engang hjælper Merlin, denne gang med at bekæmpe de udødelige krigere af Medhirs, holder Dragen den unge troldmand på hans ord og Merlin er tvunget til at bruge sin magi samt et sværd fra en Medhir-kriger, til at bryde lænkerne, der holder Dragen fanget under Camelot. Merlin ser håbefuldt på Dragen, men den letter rasende fra hulen, med retning mod Camelot, hvor den angriber slottet de næste tre nætter som hævn for sit tilfangeskab. 
Med ingen anden udvej for at redde kongeriget – almindelige våben er ubrugelige mod Dragen; selv Merlins magiske kræfter er ikke stærke nok – er Uther tvunget til at følge Gaius' råd om at finde den sidste drageherre, Balinor, uvidende om at Merlin er Balinors søn. Ifølge Balinor, er Den Store Drage, af alle drageherrer, kendt under navnet Kilgharrah. Efter at arve sin fars kræfter efter hans død, er Merlin i stand til at styre Dragen og det er antydet, at, fordi Merlin blot sårer Dragen i stedet for at dræbe ham, Dragen gør bedst i at forlade Camelot for altid. Da Dragen indser at Merlins barmhjertighed mod sig, reflekterer den person han vil blive i fremtiden, forlader Dragen Camelot, men tænker om Merlin og hans veje vil mødes igen. 
Dragen vender tilbage i starten af tredje sæson, hvor han redder en lænket Merlin fra skorpionlignende uhyrer fremkaldt af Morgause for at dræbe ham (Merlins magi er ikke stærk nok til at bryde de fortryllede lænker). Efter at have hjulet Merlin fra skorpionernes gift, trøster Dragen Merlins anger over hans gamle mistillid til Dragens advarsler om Morgana, ved at sige at Merlin blot har lært, at tillid er et dobbeltdægget sværd. Dragen giver efterfølgende Merlin et lift tilbage til udkanten af Camelot, hvor Merlin takker ham for hjælpen, før Dragen forsvinder igen. Selvom Dragen vender tilbage, da Merlin beder om hans hjælp til at kurere Morgana, der har fået et vedholdende alvorligt sår i hovedet, gør Dragen det klart, at han er misbilliger Merlins beslutning. Han siger, at denne "misbrug" af hans kræfter ikke vil være uden konsekvenser og al den ondskab Morgana vil skabe i fremtiden, er Merlins egen skyld. Selvom denne besked er hård, udviser Dragen under deres næste møde – da Merlin har søgt råd om, hvad han skal gøre med en ung mand, der vil deltage i en farlig turnering ved hjælp af magi; drengen vil mødes med Uther og slå ham ihjel – sympati for Merlins dilemma, da Dragen siger, at det altid er hårdt at se en anden af deres art dø, men siger også, at Merlin ikke kunne lade Uther dø på grund af magi fra drengens hånd, da dette kun ville styrke Arthurs svage had til magi. 
Da Morgana slipper en udødelig hær af soldater fri på Camelot og Merlin vil have Dragen til at tage ham til Avalon Søen, for at genfinde Excalibur for at bruge det i kampen mod hæren, forsikrer Dragen Merlin om, at han altid vil hjælpe Merlin, trods hans irriterende vane med at "bruge ham som en hest".
Denne figur findes kun i tv-serien, og er ikke at finde i tidligere Arthur-legender, selvom flere fortællinger om Merlin omhandler en drage, især Dinas Emrys. En klart anderledes 'Stor Drage' findes i filmen fra 1998, Merlin, til hvem Nimueh næsten bliver ofret.

## E

### Edwin Muirden
Edwin Muirden (spillet af Julian Rhind-Tutt) er en troldmand, som tager tilbage til Camelot forklædt som en læge. Hans mål er at hævne sine troldsmandsforældres død, som blev henrettet under Uthers udrensning af magi i Camelot. Hans ansigt er vansiret, da han, som barn, forsøgte at redde sine forældre ud af bålet og han blev behandlet af Gaius. Edwins forældre var gamle venner af Gaius, men Gaius vidste, at de var begyndt at bruge mørk magi og kunne ikke sætte sig selv i fare for at redde dem. På grund af dette, bebrejder Edwin Gaius for deres død. Efter at bruge magi på at sende en bille ind i Uthers øre, med det henblik, at den skal spise hans hjerne og derefter forsøge at dræbe Gaius (efter at mislykkedes med at forsøge at få Gaius fordrevet fra byen, ved at han skulle være inkompetent som læge), bliver Edwin slået af Merlin i en magisk duel. Han forsøger at kaste en økse mod Merlin ved hjælp af magi, men Merlin stopper den og kaster den tilbage ved at bruge sin egen magi og redder derefter kongen, som Edwin havde forgivet for at få hævn. 

### Elena
Elena (spillet af Georgia King) er en prinsesse og datter af Lord Godwyn, en gammel ven af Uther. Uvidst for alle, bortset fra sin barnepige, Grunhilde, er Elena et forbyttet barn, der er blevet besat af en Sidhe som spæd. Denne besættelse af Sidhen har givet visse bivirkninger som Elena vokset op, såsom klodsethed og en vane med at grynte, når hun griner. Velvidende at Godwyn vil forsøge at forstærke sit kongeriges bånd til Camelot med et ægteskab mellem Arthur og Elena, er det meningen fra Sidhe-kongens side, at den, nu, slumrende Sidhe inde i Elena, skal vågne efter brylluppet og der vil derved sidde en Sidhe på tronen i Camelot. Heldigvis finder Merlin og Gaius ud af sandheden og er i stand til at bekæmpe Grunhilde og forberede en eliksir, der vil udstøde Sidhen fra Elenas krop. Elena er villig til at gifte sig med Arthur, for at opfylde sin fars ønske, men da Arthur spørger, om hun egentlig elsker ham, indrømmer hun, at hun faktisk ikke har følelser for ham på den måde. De aftaler indbyrdes, at de ikke vil giftes, da ingen af dem har følelser for hinanden. På dette tidspunkt er følelserne begyndt at spire mellem Arthur og Gwen.

### Elyan
Sir Elyan (spillet af Adetomiwa Edun) er Gwens ældre bror. De havde ingen kontakt i fire år. Gwen vidste ikke, om han var død eller levende i den periode. Elyan og Gwen bliver genforenet, da kong Cenred kidnapper de to søskende, for at lokke Arthur Pendragon, som er forelsket i Gwen, i en fælde. Elyan er nu tilbage i Camelot, for at overtage deres fars smedeforretning og bor sammen med sin søster. Samtidig med at Morgana efterfølgende overtager Camelot, hjælper Elyan Merlin med at redde Arthur og Gwaine, der forsøger at redde Gaius fra Camelot, før de flygter til en nærliggende grotte. Da Arthur spørger, om gruppen vil være med til at indtage Camelot, svarer Elyan med, at han ikke kunne gøre andet for Arthur, der havde reddet hans liv ved at risikere sit eget, ved at redde Elyan fra Cenred, til trods for at Elyan blot er en almindelig borger. Efterfølgende Arthur adler Elyan, som en gestus for hans loyalitet mod Camelot, til trods for at han ikke er født adelig. 

### Ewan
Ewan (spillet af Keith Thorne) er ridder af Camelot. Under kongerigets årlige sværdkampsturnering, bliver han bidt af slangerne på ridderen Valiants forheksede skjold. Gaius formår at fremstille en modgift, men så Valiant finder ud af, at Merlin har opdaget hans skumle plan. Han sender sine slanger efter den sårede Ewan og han bliver atter bidt, denne gang alvorligt. 

## F

### Fiskerkongen
Fiskerkongen (spillet af Donald Sumpter) er konge af et nærliggende land, som er blevet ødelagt af en plage. I følge legenden var Fiskerkongen blevet ramt af en plage, der spredte sig til resten af hans land, dræbte mennesker, og efterlod ham udødelig, men som en permanent krøbling, ude af stand til at tage vare på sit land. Som en del af sin prøve på at bevise sit værd som kommende konge, vælger Arthur at rejse til Fiskerkongens rige og generobre Fiskerkongens trefork, uvidende om, at Morgana har givet ham et 'Fønix Øje', en genstand, der vil dræne bæreren for livsenergi. Heldigvis er Merlin og Gwaine i stand til at følge ham og fjerne armbåndet, Merlin kommer efterfølgende til at stå ansigt til ansigt med Fiskerkongen, da han bliver lukket inde i kongens tronsal, efter en dør bliver lukket efter ham. Da han ser Merlin, forklarer den, endnu levende, Fiskerkonge, at rejsen til hans kongerige mere er tilegnet 'Emrys' (Merlin) end Arthur; Fiskerkongens trefork er intet andet end en pæn nipsgenstand, mens den ægte skat er vand fra Avalons Sø, som Fiskerkongen fortæller Merlin, vil være brugbart, når Camelots mørkeste time kommer. Som tak for gaven, spørger Fiskerkongen Merlin, hvad Merlin vil give for 'Fønix Øjet', genstanden, der vil tappe kongen for livsenergi og give ham den død han så meget længtes efter. 

### Freya
Freya (spillet af Laura Donnelly) er en druidepige, der bor i en landsby tæt ved bjerge og en sø. Efter at have dræbt en troldmands søn i selvforsvar, er Freya blevet forbandet til at blive et magisk monster, i form af en panter med flagermuslignende vinger, ved midnat, med en uimodståelig og ukontrollerbar lyst til at slå ihjel. Under uspecificerede omstændigheder, bliver Freya fanget af en dusørjæger, Halig, og bragt til Camelot, kun for at blive fundet af Merlin. Merlin skjuler Freya i nogle underjordiske katakomber og bringer hende mad og fortæller om sine magiske kræfter. De bliver tiltrukket af hinanden, til dels pga. Merlins lettelse over at have nogen at snakke med om sine magiske kræfter og pga. Freyas taknemlighed over at møde nogen, der ikke ser hende som et uhyre. Uheldigvis, resulterer hendes forbandelse i flere end fire dødsfald, da hun, i løbet af sine to nætter i Camelot, forvandles. Merlin og Freya begynder at forelske sig i hinanden. Selvom Merlin planlægger at forlade Camelot sammen med hende, forsøger Freya selv at flygte, da hun ikke vil have at Merlin skal forlade sit liv her, men hun bliver trængt op i en krog af Halig og Arthurs riddere lige før hun forvandles. Selvom hun dræber Halig, er Arthur i stand til at såre hendes uhyresskikkelse og hun undslipper kun, fordi Merlin skaber en distraktion ved at lade en gargoil falde ned, hvilket skaber en sti, hun kan følge og undslippe soldaterne og komme ned i sikkerhed i katakomberne. Uhyre-Freya virker roligere med Merlin hos sig, også selvom hun stadig er omringet af soldater. Såret Freya har fået under kamp, viser sig at være alvorligt, men hun forbliver i live længe nok til, at Merlin kan nå at føre hende til en nærliggende sø. Inden hun dør, takker hun Merlin for at hun nåede at føle sig elsket igen og lover, at tilbagebetale hans godhed en dag. Merlin lægger hendes krop på en båd og giver hende en viking-lignende begravelse, klart sørgende over at han ikke kunne redde hende. 
Det bliver afsløret i Merlin: Secrets and Magic, at Freya på et tidspunkt vil vende tilbage og hjælpe Merlin på hans eventyr. Denne afsløring bliver til virkelighed i The Coming of Arthur, hvor Freya viser sig i et syn for Merlin i det vand Fiskerkongen har givet Merlin, hvor hun fortæller ham, at sværdet Excalibur ligger skjult i Avalon Søen og at hun vil bringe det til ham. Excalibur er det eneste våben, der kan dræbe den udødelige hær Morgana og Morgauses har opbygget.

## G

### Gaius
Gaius (spillet af Richard Wilson) er Camelots hoflæge og Merlins værge og mentor. Han opdager hurtigt, at Merlin har magiske kræfter og giver ham en trolddomsbog han kan studere i al hemmelighed, og advarer ham imod at blive taget i at bruge magi. Gaius selv er også troldmand – det ved Uther godt, han er blot glad for at Gaius har opgivet at bruge sine gamle magiske kræfter. Gaius ved, at Merlins skæbne indeholder mange store begivenheder og Gaius er også bekendt med Den Store Drage. Han bliver ofte tilkaldt, når Merlin skal reddes ud af problemer eller for at minde ham om ikke at bruge magien ufornuftigt. Selvom hans magiske kræfter er begrænsede i forhold til Merlins, er Gaius' meget større erfaring til fordel for Merlin, efterhånden som han lærer at kontrollere og raffinere sine kræfter, og Gauis' viden om andre emner, som mytologi og medicin, ofte hjælper Merlin og hans venner, når en farlig trussel truer Camelot. 
Gaius har en værdsat plads i Uthers råd, ved at være en af de få personer – hvis ikke den eneste – som vover at sige imod Uthers, til tider, voldsomme beslutninger, selvom Uthers fordomme mod magi ofte blinder ham i forhold til Gaius' gode råd. Uther har også været villig til at se igennem fingre med tidligere begivenheder, hvor Gaius ikke har fulgt hans ordre, såsom da Gaius afslørede at have smuglet Morganas halvsøster, Morgause, ud af Camelot, end at have ladet hende arrestere, til trods for at Uther ville have slået enhver anden ihjel, der havde forbudt sig mod hans ordre. Selvom Gaius ikke havde brugt magi i mange år før Merlins ankomst til Camelot, har Gaius brugt magi siden Merlin kom ind i hans liv, såsom at bruge en fortryllelse til at forberede en modgift, da Merlin bliver forgiftet og forsøger, at bruge magi til at kaste et våben mod Edwin Muirden, (selvom Edwins magi viste sig meget mere stærk end hans), og når han lejlighedsvis assisterer Merlin i at behandle skader, som kun kan kureres med magi. Selv helt uden magi, viser Gaius exceptioneller talenter som læge, hvor han ofte behandler sygdomme og skavanker hos hoffets ansatte og endda kan genskabe en modgift til en trolde-eliksir, uden at have en opskrift. 
Gaius kortvarigt bliver besat af en goblin. Goblinen forsøger at undslippe mistanke om troldomskab og beskylder i stedet Merlin for at bruge magi, og udnytter den fordel at Merlin ikke kan skade goblinen uden også at skade Gaius. Men denne plan om at få Merlin kendt skyldig i brug af magi, bliver gennemskuet af Arthur og Gwen, da de indser, at Gaius aldrig ville tilskynde ideen om, at Merlin skulle henrettes. Gwen hjælper endda Merlin med at forberede en gift til at slå Gaius "ihjel", bare lang tid nok til, at goblinen vil forlade Gaius' krop, sådan at Merlin kan fange den. Efter at planen er lykkes, vækkes Gaius med en modgift og forklarer overfor Uther, at han var blevet besat af en goblin og at hans tidligere anklager mod Merlin skulle trækkes tilbage. 
 På et senere tidspunkt, bliver Gaius genforenet med sin tidligere forlovede, Alice, som var tvunget til at forlade kongeriget pga. Uthers udrensning af folk, der brugte magi, men Merlin finder ud af, at hun bliver styret af en manticore, så tvunget til at forlade hende en gang til og Merlin og Gaius har dræbt manticoren, vælger Gaius at blive tilbage for, fortsat, at kunne vejlede Merlin. Da Morgana og Morgause forsøger at erobre Camelot med en udødelig hær, spiller Gaius en vigtig rolle i de endelige konfrontationer, ved at angribe – muligvis alvorlig såre – Morgause, for at give Merlin tid til at tømme Livets Krus og fratage søstrenes deres udødelige hær. 
I "Secrets and Magic: Witch Hunt" refereres der to gange til, at Gaius er Merlins onkel — hvilket muligvis betyder at han er Huniths bror. Wilson refererer også til Hunith som Gaius' søster i et interview.

### Geoffrey af Monmouth
Geoffrey of Monmouth (spillet af Michael Cronin) er Uthers hofgenealog og en gammel ven af Gaius. Han videregiver protokoller om Camelot til Gaius, som afslører Edwin Muirdens sande identitet. Han gav også bogen om legender til Merlin, hvilket giver Merlin idéen at om det sværd, der kan dræbe Den Sorte Ridder. Han har også en central rolle ved hoffets større ceremonier, bl.a. ved at skulle stå for vielsen for både Uthers og Arthur's ægteskaber.

### Gilli
Gilli (spillet af Harry Melling) er en ung mand, der forsøger at deltage i Camelots turnering, ved at bruge magi til at vinde turneringen. Da Merlin taler med ham om hans brug af magi, forklarer Gilli, at hans far også var troldmand, men aldrig brugte sin magi af frygt. Gilli beslutter at bruge alle sine magiske kræfter, og bruge sine kræfter via den ring hans far engang havde brugt. Merlin forsøger, at overbevise Gilli om at trække sig fra turneringen, før nogen kommer til skade. Men Gilli nægter at trække sig, selvom han ved et uheld kommer til at dræbe en modstander i turneringen, og mener, at det vil være til alle troldmænds bedste at dræbe Uther. Velvidende om, at hvis Uther bliver dræbt af magi, vil det være umuligt at overbevise Arthur om at gøre magi lovlig igen, hjælper Merlin efterfølgende Uther i kampen mod Gilli, ved gøre sådan at Gillis sværd vil sidde fast i Uthers skjold, hvilket giver Uther muligheden for at trække sig. Da Merlin konfronterer Gilli med hans forsøg på dræbe Uther, selvom han havde været tæt på at vinde turneringen, ved Gilli godt, at han var forkert på den. Gilli indser, at hans fars kræfter ikke var begrænsede, fordi han var bange for dem, men fordi han var bange for at blive forblændet af dem. Da Gilli indser klogskaben i Merlins råd om at holde sine magiske kræfter skjult, indtil magi igen er lovlig i Camelot, forlader Gilli kongeriget, og efterlader Merlin, der spekulerer på, om de to vil mødes igen, når magi igen er lovligt.

### Grunhilda
Grunhilda (spillet af Miriam Margoyles) er en alf, der er barnepige for Prinsesse Elena, et forbyttet barn, som er blevet besat af en Sidhe, da hun var spæd. Grunhilda havde arrangeret besættelsen, velvidende at Elenas far, Lord Godwyn, før eller siden, ville prøve at forstærke båndene mellem hans kongerige og Camelot med et ægteskab mellem Elena og Arthur, og på den måde få en Sidhe til at regere som dronning i Camelot. Grunhildas sande natur bliver opdaget af Merlin og Gaius, og Merlin dræber efterfølgende Grunhilda i en duel – selvom hun er i stand til at forårsage meget skade med hjælp fra Merlins stav (den stav han har gemt fra "Portene af Avalon") inden hun dør – mens Gaius forbereder en gift til at udstøde Sidhen fra Elenas krop.

### Guinevere
Guinevere ("Gwen") (spillet af Angel Coulby) er Morganas personlige tjenestepige. Morgana og Gwen har dog mere et bedstevenindeforhold, og Morgana beskriver Gwen som "den mest venlige og loyale person, du nogensinde vil møde."
Hun bemærker første gang Merlin, da han forsvarer en tjener, som Arthur håner. Da hun introducerer sig selv, tænker hun at Merlin er modig og en rigtig helt og det bliver begyndelsen på den forelskelse, der udvikler sig i løbet af seriens første sæson. I "The Mark of Nimueh" får Merlin hende til at grine og hun indrømmer, at hun godt kan lide det. Hun kysser ham i "The Poisoned Chalice", men Merlin elsker hende kun som en søster, og i seriens anden sæson, er de bare gode venner: Merlin virker til at være en stærk tilskynder af hendes spirende forhold til Arthur. Merlin stoler på hende og får ofte hjælp af hende på sine forskellige eventyr, mest tydelig under Lancelots rejse for at blive ridder i afsnittet "Lancelot", og da hun i "The Once and Future Queen" gemmer Arthur i sit hjem og da hun redder Gaius i "The Witchfinder". Gwen spiller en vigtig rolle i afsnittet "Sweet Dreams", hvor hun redder Arthurs liv og det er pga. Merlins overbevisning, at hun indvilliger i at hjælpe.
 På grund af Gwens status, har hun en tendens til at være underdanig, men hun virker ikke til at være bange for sige fra overfor folk omkring hende og er ikke bange for at sige sin mening: et mod der bliver beundret af alle omkring hende, især af Arthur.
Gwen har i starten ikke meget til overs for Prins Arthur og ser ham som bølle og forstår ikke, hvorfor nogen vil gifte sig med en person som ham. Men, som følge af sin fars død og hendes venskab med Merlin, ændrer hun mening om Arthur. Gwen viser åbenlyst, at hun tror på Arthurs evner til at sejre og lede folket ind i en ny, fredelig tid i Camelot. Mest bemærkelsesværdigt er det at da hun plejer den bevidstløse Arthur i sidste afsnit af første sæson. Den næste morgen bliver hun pinlig berørt, da hun finder ud af, at Arthur har hørt alt hun har sagt. I "The Once and Future Queen" viser Gwen igen sit mod til at sige Arthur imod, da han, for en tid, bor i hendes usle tjenestepigehjem, og kun takker hende, ved at fornærme hende. Påvirket af Gwens reaktion over hans opførsel, prøver Arthur at være mere hensynsfuld overfor Gwen (tilbyder hende at lave middag etc.), og kysser hende, inden han forlader hendes hjem for at deltage i en dyst. Arthur forklarer sidst i afsnittet, at hans far aldrig vil kunne acceptere deres forhold, hvilket Gwen forstår.
I afsnittet "Lancelot and Guinevere", bliver Gwen bortført, kun for at blive genforenet med sin gamle flamme, Lancelot. Hun siger, at han repræsenterer al det gode i verden og at hun ikke vidste, at hun kunne have så stærke følelser for nogen, som hun har for ham. De kysser, da det lader til at Lancelot ikke vil kunne vende levende tilbage fra en kamp mod en bande banditter. Da Arthur ankommer for at redde Gwen, forstår han at den gamle gnist mellem Gwen og Lancelot atter er blevet tændt og han bliver ked af det. Gwen føler skyld over Arthurs åbenlyse reaktion. Lancelot gætter sig til at Arthur elsker Gwen og sidst i afsnittet, forlader han dem, så de kan få hinanden. Gwen vender tilbage til Camelot med Arthur og Merlin, hvor hun bliver genforenet med Morgana. 
Gwen bliver fortsat charmeret og imponeret af Arthurs udvikling gennem seriens forløb, hvor hun blandt andet er vidne til, at Arthur åbenlyst modsætter sig sin fars ordre og nægter at indhente nogle unødige skatter. Da hun besøger Arthur for at takke ham for hans godhed, opdager hun, at Arthur er i tvivl om hans far virkelig holder af ham. Gwen beroliger ham ved at sige, at Uther holder rigtig meget af ham og han, en dag, skal blive en stor konge. Gwen genopretter yderligere Arthurs selvtillid ved at fortælle ham, at han har et godt hjerte og ikke skal ændre sig for andres skyld. Bortset fra Merlin, til tider, lader Gwen til at være en af de få personer, som Arthur rent faktisk lytter til. Trods tidligere problemer og ekstern påvirkning, fortsætter deres forhold med at spire. 
Da andre konger fra rivaliserende kongeriger kommer til Camelot for at underskrive en fredskontrakt, har Kong Olaf taget sin datter, Vivian, med. Kong Alined bruger magi til at få Arthur og Vivian til at forelske i hinanden. Omkring dette tidspunkt, er Gwen begyndt at tro på, at Arthur virkelig har følelser for hende, men bliver sønderknust, da hun ser Arthur med Vivian. Gwen kysser Arthur for at bryde fortryllelsen, han var underlagt. Arthur venter i Gwens hus på hende, hvor han undskylder for sine handlinger, mens han var fortryllet og at hun virkelig er den eneste kvinde han elsker. Gwen godtager dette, men hun indser også at hun ikke kan blive Arthurs dronning. Arthur nægter, at tro at deres forhold er umuligt, og lover at tingene vil ændre sig. 
Mod enden seriens anden sæson, bliver Gwen og Arthur en smule bedre til at begås med hinanden i offentligheden. Da Arthur bliver såret, da han prøver at redde hende fra Den Store Drage, har de et ømt øjeblik foran en masse mennesker (Gaius er dog den eneste, der opdager det), mens Gwen behandler hans sår. Hun fortæller Gaius, da han opdager hendes bekymring for Arthur, at hun ved, at de aldrig kan få hinanden. men Gaius beroliger hende og siger, at hun ikke skal undervurdere kærlighedens kræfter. Da Arthur vender tilbage fra kamp i slutningen af afsnittet, løber Gwen ham i møde og omfavner ham ømt. Hun hvisker, at hun troede, hun havde mistet ham og hendes ord overrasker Arthur meget. De omfavner hinanden, uden at tage hensyn til hverken Merlin eller Gaius, og følges derefter sammen lykkeligt til slottet. 
Efter at Gwen og Morganas forhold er kølet, efter Morgana er vendt tilbage til Camelot med en allierede i Morgause, begynder Gwen at tilbringe mere tid med Merlin, og hjælper ham, da han bliver anklaget for trolddomsskab, som følge af at Gaius er blevet besat af en goblin. Under et nyligt eventyr, hvor Gwens fremmedgjorte bror er blevet fanget af Cenred og brugt til at få Gwen til at lokke Arthur i en fælde, begynder Arthur og Gwens forhold at vokse yderligere, da Arthur, ret indirekte, fortæller Gwen, at han elsker hende. De kysser senere, før Arthur drager af sted for at generobre Fiskerkongens Trefork. 
"Queen of Hearts"-afsnittet handler primært om Arthurs kærlighed til Gwen. Efter Morgana har haft et syn, hvor Gwen bliver dronning af Camelot, sender Morgana dem ud på skovtur lige udenfor Camelot, blot for at lade Uther se og derefter forbyde Gwen, nogensinde, at mødes med Arthur igen. Da Morgana indser, at dette ikke vil stoppe deres forhold, lægger hun en grødomslag under Arthurs pude og påstår, at Gwen har fortryllet Arthur, siden han opfører sig sådan, hvilket får Uther til at dømme Gwen til døden ved at blive brændt på bålet. Heldigvis er Merlin i stand til at få frikendt Gwen og forvandler sig selv til at fremstå som en ældre troldmand, der havde fortryllet både Gwen og Arthur, og derved have forårsaget al kaossen i Camelot. Efter denne oplevelse, beslutter parret at holde deres følelser hemmelige, indtil Arthur er blevet konge og kan ændre lovene, der adskiller parret. 
Under Morganas kortvarige erobring af Camelot, svigter Gwen ikke sin loyalitet til sin herrerinde, hun venter blot på en mulighed for at hjælpe Arthur. Det lykkedes hende til sidst, at smugle sig selv og Sir Leon ud af Camelot, så de kan tilslutte sig Arthur og hans mindre gruppe af riddere. 
 Selvom Gwen kortvarigt er forenet med Lancelot, virker hun nu mere sikker i sit forhold til Arthur og kysser ham, før han drager af sted til kamp i Camelot. Parret kysser også hinanden i slotsgården efter kampen om Camelot, hvor Gwen rider til byen sammen med Sir Leon og Sir Gwaine, Sir Percival, Sir Lancelot og hendes bror Sir Elyan, som Arthur slog til ridder.

### Gwaine
Sir Gwaine (spillet af Eoin Macken), søn af en ridder, som døde, mens han tjente kongen, enten før Gwaine var født eller da han var meget lille. Selvom Gwaine aldrig har mødt sin far, ynder han at tænke på sin far, som en adelsmand, der behandlede sine tjenestefolk godt, trods sin egne fordomme for adelsmænd, ved at mene, at adelsmænd ikke ser almindelige mennesker, som andet end tjenere. 
Han møder Arthur og Merlin under et slagsmål på en kro, hvor han indrømmer, at han kun sluttede sig til slagsmålet, fordi han mente, at han ville vinde. Gwaine bliver skadet under kampen, og Arthur tager ham med til Camelot for at få hans sår behandlet. Selvom Gwaine virker til at være en drukkenbolt, ved at efterlade en enorm regning på et lokalt værtshus under sit ophold i Camelot og samtidig flirter med Gwen, udviser han en stærk mening om, hvad der er rigtigt og forkert, og påstår, at adelsmænd skal vurderes ud fra, hvad de har gjort, frem for hvem de er født som, samt udviser et stort talent som sværdkæmper, et talent som også imponerer Arthur. Selvom Gwaine oprindeligt skal dømmes til døden for at duellere mod en person, der udgiver sig for at være Sir Oswald, for at kunne dræbe Arthur, overbeviser Arthur sin far om, at Gwaine er en god mand, hvilket får Uther til, blot, at forvise Gwaine fra Camelot. Gwaine fortæller til Merlin, før sin afgang fra Camelot, at Arthur ikke er som andre adelsmænd og at han forstår, hvorfor Gwen afviste ham, efter han havde hørt hende tale om Arthur. 
Trods dommen om forvisning, vender Gwaine, den næste dag, tilbage for at infiltrere duelturneringen i Camelot og kommer Arthur til undsætning, da to bøller forsøger at slå ham ihjel. Selvom om bøllernes sande identiteter bliver afsløret, skal Gwaine stadig forlade Camelot, selvom Arthur undskylder for sin fars handlinger og forsikre Gwaine om, at han havde prøvet at mildne Uther. Gwaine svarer, at han alligevel ikke vil bo i Camelot med Uther som konge, og forsikrer Merlin om, at han og Arthur nok skal komme til at kæmpe sammen igen en dag.
Gwaine vender tilbage, efter Merlin har ledt efter ham, fordi Arthur er draget ud for at generobre Fiskerkongens Trefork. Morgana har givet Arthur et forbandet armbånd, som vil dræne bæreren for livsenergi og gøre ham svag. Da de står foran vogteren til Fiskekongens land, fortæller dværgevagten Gwaine, at han skal repræsentere styrken, trioen skal bruge for at deres rejse skal kunne lykkes – Arthur repræsenterer modet og Merlin magien; Arthur og Gwaine kender selvfølgelig ikke til Merlins rolle. Imens Gwaine hjælper Arthur i kampen mod kongerigets uhyrer, konfronterer Merlin Fiskerkongen før hans død. Det lykkes derefter Arthur at overtage kongens Trefork. Da Arthur og Merlin vender tilbage til Camelot, forlader Gwaine gruppen før de når grænsen til Camelot, for ikke at bryde den straf Uther har givet ham. Arthur undskylder for sin fars straf, men inden de skilles, forsikrer Gwaine Arthur om, at han godt forstår det. 
Gwaine bliver genforenet med Merlin og Arthur, da de bliver fanget af en slavehandler, hvorefter Gwaine og Arthur udkæmper en planlagt kamp, for at dem selv chancen for at undslippe (selvom det kun er på grund af Merlin, at det egentlig lykkes dem at flygte fra fangetårnet; Merlin bruger en fortryllelse til at antænde en fakkel, der starter en større brand). Gwaine havde sluttet sig til Arthur og Merlin på deres rejse for at finde Livets Bæger, men de mister Bægeret under et pludseligt angreb af Cenreds styrker. Da Arthur bliver såret, hjælper Gwaine Merlin med at få Arthur tilbage til Camelot – Gwaine håber, at Uther vil se bort fra Gwaines forvisning, når det handler om Arthurs liv – men kun for at opdage, at Camelot er blevet overtaget af Morgana og Morgause, der leder Cenreds, nu, udødelige soldater. Det er under dette bagholdsangreb på Camelot, at Gwaine og hans andre allierede bliver adlet af Arthur omkring det Runde Bord, som et bevis på deres loyalitet overfor Camelot. Gwaine tilføjer, inden de drager i kamp, at selvom de ikke havde en chance for at sejre, vil han ikke undvære kampen. Han overlever kampen og bliver efterfølgende set med de andre riddere, nu som en sand ridder af Camelot.

## H

### Helen of Mora
Lady Helen of Mora (spillet af Eve Myles) er kendt sangerinde, som er på vej til Camelot for at optræde til kong Uthers festival, indtil hun bliver dræbt af Mary Collins, der bruger magi. Collins påtager sig derefter Lady Helens form, i et forsøg på at dræbe prins Arthur, men Merlin redder hans liv ved at bruge magi og bliver derefter hans personlige tjener.

### Hunith
Hunith (spillet af Caroline Faber) er Merlins mor. Hun sender ham til Camelot og håber, at han vil være i stand til at kunne udvikle sine magiske kræfter der, men Merlin finder i stedet ud af, at troldmandskab er forbudt og vil blive straffet med døden. Hunith er Gaius' søster og hun skriver til ham, for at spørge, om han ikke nok vil tage sig af hendes søn. Merlin vender senere til sin mor, da deres landsby bliver angrebet. 
 Hun medvirker også i det sidste afsnit, hvor Nimueh bryder en aftale med Merlin, der går på at tage hans liv, og i stedet prøver at tage Huniths. Dette lykkes dog ikke, da Merlin besejrer Nimueh med magi.
Det bliver afsløret i afsnittet "The Last Dragonlord", at hun tog sig af den flygtede drageherre Balinor, som viser sig at være Merlins far.

## K

### Kilgharra
Kilgharra/Den Store Drage (John Hurt lægger stemme til) sidder fanget dybt nede under Uther Pendragon's slot.
På grund af Uthers had til magi dræbte han dog alle drager, men beholdte en som eksempel.
I det første afsnit "The Dragon's Call" møder Merlin den store drage, som fortæller ham at ham og den unge Kronprins Arthur skæbne er uløseligt forbundet. I anden sæson, afsnittet "The Last Dragonlord" bliver Camelot angrebet af Den Store Drage. Merlin prøver dog at forklare Kilgharra at han dræber uskyldige mennesker, men Kilgharra ville ikke lytte. Gaius fortæller Uther at den eneste der kan stoppe Kilgharra er en drageherre, men Uther dræbte alle under den store udrensning. Men Gaius fortæller at han smuglede en drageherre ved navn Balinor ud af Camelot. Derfor tager Merlin og Arthur ud og leder efter den sidste drageherre. De finder balinor, og overtaler ham til at rede Camelot, trods at uther nær havde slået ham ihjel. Merlin fortæller Balinor at han er hans søn, og derfor er Balinor Merlins far. På vej mod Camelot bliver de angrebet af en flok soldater, hvor Merlins far dør, hvor Merlin derefter tager posten som drageherre. Merlin og Den store Drage mødes så igen, og Merlin tæmmer dragen, og dragen
adlyder så Merlin.

## L

### Lancelot
Sir Lancelot (spillet af Santiago Cabrera) er udstødt fra kongeriget. Da hans familie bliver dræbt af banditter, sværger han at blive en dygtig sværdkæmper, for at bekæmpe al tyranni. Hans mål er at blive ridder af Camelot og at tjene kongen. Men, fordi han ikke er født adelig, kan han ikke, lovligt, blive ridder. Efter at have reddet Merlins liv fra en grif i afsnittet "Lancelot", lover Merlin at hjælpe ham med at nå sit mål. Merlin smeder et adeligt segl og introducerer Lancelot for Gwen, som hjælper ham med at finde passende tøj til en søn af en adelsmand. Lancelot bliver præsenteret for Arthur, som godtager, at han er af adelig herkomst og udsætter ham for en prøve. Han består prøve og bliver adlet. Men Uther kender Lancelots 'far' og afslører løgnen. Lancelot bliver arresteret for at misbruge et adeligt segl, men bliver senere løsladt – Arthur løslader ham, da han ved, at Lancelot kan kæmpe som ridder, trods de andre nødvendige "kvalifikationer". Efter han redder Arthurs liv, overvejer Uther at give Lancelot hans ridderskab tilbage, men Lancelot kan ikke lyve for sig selv mere og forlader Camelot.
En gensidig tiltrækning bliver skabt mellem ham og Gwen i seriens første sæson, men før forholdet får lov til at udvikle sig, forlader Lancelot Camelot. Han vender tilbage i anden sæson, hvor Gwen bliver bortført. Han virker skamfuld over sin situation, hvor han udkæmper sværdkamp for underholdning og lader til at have mistet al håb om nogensinde at få et godt liv, men han lover at redde Gwen. Han får noget selvtillid, da Gwen fortæller ham, at "han repræsenterer al det gode i verden" og han tilstår, at han ofte tænker på hende. Hans tilstedeværelse vækker jalousi hos prins Arthur, som, selvom han ikke vil indrømme det, er forelsket i Gwen. 
Lancelot er meget opmærksom. I første sæson opdager han Merlins pludselige tilstedeværelse og derefter magien, han lægger to og to sammen, men lover, at han aldrig vil afsløre Merlins magiske kræfter. I den anden sæson, hvor Merlin bruger magi, ser han, at Merlin "stadig kan nogle gamle tricks" og Merlin minder ham om, at "det er nok bedst, hvis du ikke siger det til." Han opdager, ud fra Arthurs handlinger, at Arthur har følelser for Gwen, selvom Merlin nægter at bekræfte det. Da Lancelot indser dette, nægter han at komme imellem dem og påstår, at hans følelser ikke betyder noget og forlader Camelot, hvis Arthur og Gwen sover.
Lancelot vender tilbage til Camelot, da Merlin udsender en bøn om hans hjælp, grundet Morgana og Morgauses forsøg på at overtage kongeriget med en hær af udødelige soldater, og Lancelot vender tilbage til byen, akkompagneret af sin ven Percival. Trods de dårlige odds imod dem, sværger Lancelot at stå ved Arthurs side, som tak for de ting han har lært af Arthur, om hvilken ære det er at være ridder og betror Arthur, at han tror på den verden Arthur vil kunne skabe, når han bliver konge. Arthur adler efterfølgende Lancelot, Percival og sine andre allierede omkring det Runde Bord, som tak for deres loyalitet mod Camelot. Lancelot akkompagnerer efterfølgende Merlin, da Merlin tager ud af for at ødelægge Livets Bæger og på den måde dræbe den udødelige hær. Selvom han bliver såret af soldaterne i kampens hede, overlever Lancelot kampen og bliver senere set sammen med de andre riddere af det Runde Bord, som nu en sand ridder af Camelot.

### Leon
Sir Leon (spillet af Rupert Young) er ridder af Camelot og Arthurs næstkommanderende. Han medvirker første gang som en kamppartner overfor Arthur i afsnittet "The Once and Future Queen", men trækker sig da prinsen bliver blændet af lys. Dette gør at Arthur nu vil vise sit værd som person, ikke kun som prins. Leon kæmper senere mod 'Sir William' i turneringen.
I afsnittet "The Last Dragonlord" overtager han kontrollen af Camelots forsvar, da Arthur er ude for at lede efter Balinor. Han er også den første ridder, der træder frem, da Arthur efterspørger soldater til at kæmpe mod Dragen. I kampen mod Dragen, bliver hans hest revet væk under ham af Kilgarrahs hale eller han bliver fanget i flammerne, men i hvert fald, han overlever. 
I afsnittet "The Tears of Uther Pendragon (Part II)", hjælper Sir Leon med at forsvare slottet mod Cenreds hær og kæmper selv mod en af de udødelige soldater, fremkaldt af Morgana, og det lykkes Merlin at bryde fortryllelsen over de udødelige soldater, inden Leon bliver dræbt. 
I afsnittet "The Coming of Arthur", er han den eneste af Camelots riddere, der overlever et angreb af kong Cenred, der anklager dem for at have overtrådt hans territorium under en patrulje. Leon bliver fundet døende af gruppe druider, der giver ham livet tilbage ved at lade ham drikke af vandet fra Livets Bæger. Efter at have hørt Leons historie, forstår Uther, at druiderne er i besiddelse af det legendariske Krus. Som følge af Morganas forsøg på at overtage Camelot, føjer Leon fortsat hendes 'ordre', indtil det lykkes Gwen, at få både hende selv og ham smuglet ud af slottet. Gwen og Leon slutter sig til Arthur ud i en grotte i skoen, som Arthur bruger til skjulested. Mens Leon tilslutter sig efterfølgende Arthurs midlertidige gruppe af riddere for at kunne imødegå et angreb på Camelot for at redde Uther, tømmer Merlin Livets Bæger og ødelægger derved den udødelige hær, mens ridderne redder Uther. Leon vender efterfølgende tilbage til Camelot sammen med de andre riddere af det Runde Bord.

## M

### Merlin
Merlin (Emrys) (spillet af Colin Morgan), seriens hovedrolle, er en ung og bemærkelsesværdig talentfuld magiker, der forsøger at holde sine kræfter skjulte. Det er hans skæbne, at skulle blive den største troldmand i verden. Han er også Arthurs personlige tjener, beskytter og ven, trods de tydeligt forskellige personligheder og Arthurs, til tider, arrogante behandling af Merlin. Han er også medmenneskelig og prøver altid at se det gode i folk og gør, hvad han mener er rigtigt. 
I begyndelsen af serien bliver han sendt til Camelot af sin mor og bliver fortalt, at han aldrig skal fortælle om sine magiske kræfter til nogen, da troldmandskab bliver straffet med døden. Efter at have mødt Arthur første gang kan Merlin ikke udstå ham, hvilket udløser et slagsmål på et marked. Han finder på et tidspunkt ud af, at hans mission med livet er at beskytte Arthur, og gennem seriens eventyr udvikler de et tæt venskab.

### Mary Collins
Mary Collins (spillet af Eve Myles) er en troldkvinde og fjende i afsnittet "The Dragon's Call". Efter at hendes søn er blevet henrettet for at bruge magi, truer hun prins Arthur, for at få hævn mod kong Uther. Hun dræber Lady Helen, som skulle besøge Camelot for at optræde for Uther og påtager sig Lady Helens form. Men da hendes forklædning bliver afsløret på alle måder. Hendes sang får hele slottet til at falde i søvn, bortset fra Merlin og det er ham, der forhindre hende i at dræbe Arthur. Da alle vågner igen, er hendes virkelige form blevet afsløret og hun kaster en kniv mod Arthur. Merlin redder ham endnu en gang og Mary Collins dør af sine skader. 

### Mordred
Mordred (spillet af Asa Butterfield) er en dreng, der er i lære som druide. Hans mester er blevet henrettet efter Uthers ordre, men Morgana og Merlin beskytter drengen. Morgana føler en uforklarlig forbindelse med drengen, som gør, at hun føler behov for at beskytte ham. Den Store Drage fortæller senere Merlin, at Mordred en dag vil dræbe Arthur.
 Mordred har telepatiske evner og kalder Merlin "Emrys" [den walisiske form af Ambrose eller Ambrosius, og betyder "udødelig"], og påstår at han ved, hvem Merlin virkelig er og at de er "den samme". Trods Dragens advarsel om, at Merlin ikke skal beskytte drengen, hjælper Merlin Arthur med at undslippe Camelot vagter og bringe drengen hjem til druiderne. 

Mordred vender tilbage i anden sæson, hvor Morgana leder efter druiderne. På grund af hendes telepatiske forbindelse til Mordred, kan Mordred fornemme, at Morgana er blevet bidt en af skorpion og behøver medicinsk behandling. Det bliver demonstreret at Mordreds magi er stærk nok til at dræbe op til fem soldater med en enkel fortryllelse, og Merlin, som også er til stede, udtrykker sin bekymring over drengens styrke. 
Han vender tilbage i afsnittet "The Witch's Quickening", hvor han, sammen med nogle allierede, prøver at finde en gammel krystal, der kan vise fremtiden, for den der tør se den. Men Mordred og hans sammensvorne bliver tvunget til at flygte, da de bliver opdaget. I flugten, forsøger Merlin at standse ham ved at lade en gren spænde ben for ham, men Mordred gør gengæld ved at spidde to soldater i ryggen med et fortryllet spyd, samtidig med at han, via telepati, fortæller Merlin, at han aldrig vil glemme det han gjorde. 
 Mordreds kendetegn er hans isende kolde øjne og grønne kappe. Det bliver hentydet, at han er omkring 11 år i afsnittet "The Beginning of the End", og omkring 13 i både "The Nightmare Begins" og i "Witch's Quickening". Det bliver forudsagt, at Mordred vil vende tilbage engang i fremtiden, da Den Store Drage fortæller, at "de gamle profetier fortæller om en alliance mellem Mordred og Morgana, der er forenet i ondskab."

### Morgana Pendragon
Morgana (spillet af Katie McGrath) er kongens myndling og en heks. 
I seriens første sæson, spiller Morgana en meget aktiv rolle i at redde en lille druidedrengs liv, da hans mester bliver henrettet og drengen selv bliver dømt til døden, for at bruge magi. Uden at tænke på sin plads i kongefamilien eller tænke på sin egen sikkerhed, slipper hun den lille dreng fri fra fangekælderen. Hun bliver senere fanget, og undskylder overfor Uther, så Arthur imens kan befri den lille druidedreng. 
I anden sæson, viser Morgana præcis, hvor store kræfter hun besidder, da hun sætter ild til sit kammer, ved blot at kigge på et tændt lys. Det får Morgana til at rejse til en druidelejr, hvor hun får at vide at hun ikke behøver at frygte magien, og at hun har fået en sjælden gave.
Efter at have øvet med sin halvsøster, Morgause, lærer hun at beherske sine kræfter yderligere.
I tredje sæson, bliver det afsløret, at hun er Uther datter. Hun prøver, efterfølgende, indædt at dræbe Uther Pendragon for at lyve for hende og forsøger at dræbe Arthur, for selv at blive den næste i rækkefølgen til tronen.
Hun er Uther Pendragons uægte datter og deremed halvsøster til både Arthur Pendragon og troldkvinden Morgause. Hendes mor er Vivienne, hustru til Morganas, formodede, far Gorlois, som bliver nævnt da Uther betror sig til Gaius, hvorfor Morgana ikke må dø.

### Morgause
Morgause (spillet af Emilia Fox) er Morganas halvsøster (de deler samme mor, som ejede det magiske armbånd, som Morgause giver til Morgana. Hun havde en affære med Uther under sin mands, Gorlois, fravær), som blev, af ukendte årsager, smuglet ud af Camelot af Gaius efter sin fødsel. Hun voksede op hos nogle præstinder af den Gamle Religion, og hun lærte magtfuld magi af dem. Hun vender tilbage til Camelot mange år siden, hvor hun udfordrer og sejrer over Arthur i en duel, men lover at skåne hans liv, hvis han vil møde hende senere og modtage endnu en udfordring. Efter at have bestået hendes tillidsprøve – hvor Arthur villigt skulle lægge sit hoved på en blok, mens Morgause holdt en økse klar til at halshugge ham – og bevist sit mod, fremkalder Morgause et spøgelse, der forestiller Arthurs mor, og afslører, at Uther havde brugt magi for at sikre sin søns fødsel. Morgause håber, at denne afsløring ville få Arthur til at dræbe Uther – hendes præcise motiver for at ville dræbe Uther, er, på dette tidspunkt, stadig ukendte, bortset fra den åbenlyse detalje, at Uther hader magi – men Merlin er i stand til at stoppe Arthurs dødskamp med sin far, ved at sige, at synet af moren, blot var et bedrag (til trods for at Uthers død ville have gjort Merlins liv lettere og at Morgauses løgn kun har føjet mere vred til Arthurs eget had mod magi). Morgause bliver rasende, da hendes plan mislykkes. 
Da Morgause er i Camelot, genkender hun straks Morgana og giver hende et armbånd med Huset Gorlois' våbenmærke (det er sådan Gaius identificerede hende). Efter at høre at Morgana lider af frygtelige mareridt, besøger Morgause hende, mens hun sover og kaster en fortryllelse over hende for at hjælpe hende mod hendes onde drømme. Morgause lader også Morgana beholde deres mors armbånd, som Morgause har kastet en fortryllelse over. Armbåndet bliver omtalt igen i afsnittet "Goblin's Gold", da Morgana kommer til Gaius for at få en soveeliksir, da hendes (fortryllede) armbånd er blevet stjålet og at hun derfor ikke kan sove. Morgana bærer ofte armbåndet i seriens tredje sæson. 
Da hun vender tilbage anden gang, vil Morgause forsøge at genoplive Medhirs Riddere, og bruge dem i sin plan om at dræbe Uther. Plannen medfører, at hele Camelot bliver tvunget til søvn af en fortryllelse og Morgause bruger Morgana til at "huse" forbandelsen. Men Morgause bliver tvunget til at trække sig tilbage, da Merlin – med hjælp fra Den Store Drage – bliver tvunget til at forgifte Morgana for at bryde forbandelsen. Merlin vil kun give Morgana modgiften, hvis Morgause afblæser angrebet på Camelot og standser sine udødelige krigere, hvilket hun, til sidst, indvilliger i. 
Morgause og Morgana vender tilbage i tredje sæson, nu sammen for at dræbe Uther. Da Morgana forsøger at gøre Uther vanvittig med en alrune-forbandelsen, som får han til at opleve forskellige personers død, for hvilke han er skyldig, bliver hendes forræderi opdaget af Merlin. Merlin ender dog med at blive fanget og forhørt af Morgause. Fordi Morgause ikke er i stand til at få nogle brugbare informationer ud af Merlin, bortset fra hans tro på et fremtidigt Camelot med Arthur som konge, binder hun med fortryllede kæder og lader ham at dø i en skov. Merlin undslipper med nød og næppe, med hjælp fra Den Store Drage. Under det midlertidige overtag af Camelot, stoler Morgause på Morganas evner til at genoplive døde, også inden for slottets mure, og bliver rystet, da planen mislykkes. Hun forbliver dog loyal overfor sin søster og i afsnittet "The Crystal Cave", sender hun en besked til Morgana om at mødes med hende. Et par dage senere kommer hun til Camelot, for at finde ud af, hvorfor Morgana ikke mødte op og finder ud af, at Uther er Morganas far. Hun beder til at Morgana ikke skal gøre noget dumdristigt, men Morgana ignorerer hendes bøn og prøver at dræbe Uther alligevel. Efter denne opdagelse, handler Morgauses forsøg nu mere om at dræbe Arthur, sådan at Morgana bliver den næste til tronen, men hun afslører også Arthurs forhold til Gwen og planter et livsdrænende armbånd i Arthurs varetægt, da han skal ud på en farlig rejse. Hun er dog uvidende om Merlins rolle på rejsen, hvor han formår at redde Arthurs liv. Morgause formår på et tidspunkt at overtage Camelot ved at skabe en hær af udødelige soldater, hvor hun smider Uther af tronen og tvinger Geoffrey til at krone Morgana til dronning.
Overtagelsen bliver dog hurtigt afbrudt, da Arthur leder en mindre gruppe af loyale riddere ind til Camelot for at generobre byen. Under generobringen kaster Merlin Morgause ind i en pille, da hun forsøger at angribe Gaius (efter Gaius havde distraheret hende fra at skade Merlin yderligere). Morganas reagerer voldsomt, da hun ser sin døde halvsøsters lig, men Merlin og Gaius diskuterer senere, om Morgause måske kun var alvorlig skadet og ikke død, ligesom det var sket med Morgang i slutningen af anden sæson. 
 Det er senere blevet bekræftet, at Emilia Fox har annonceret at hun medvirker i endnu en omgang af serien Merlin. 

### Myror
Myror (spillet af Adrian Lester) er en lejemorder/dusørjæger, der er sendt af kong Odin for at dræbe Arthur. Arthur har engang dræbt Odins søn i en duel. Arthur lader som om han forlader Camelot, så han kan optræde under forklædning af en anden ridder i Camelots lanseturnering, og på den måde vinde, fordi han på grund af sine evner og ikke kun fordi han er prins. Men Myror opdager, at Arthur er vendt tilbage til Camelot og angriber snart efter Gwens hus, hvor Arthur skjuler sig. Han skal lige til at skyde Arthur, da en bevæbnet vagt, som leder efter lejemorderen, passerer. Da Myror opdager, at Arthur, under dække af en anden ridder, deltager i turneringen, dræber han Arthurs modstander og kæmper mod Arthur selv. Arthur bliver såret, da en kniv ligger gemt inde i Myrors lanse, men Arthur kæmper videre og opgiver ikke turneringen. Merlin finder liget af den dræbte ridder og kommer frem til, at det er Myror, som Arthur kæmper imod. Myror bruger igen en kniv i sin lanse, men Merlin bruger magi til at overskære en rem på Myrors sadel, hvilket distraherer ham, så Arthur vinder. Arthur vælger at lade den ridder, hvis navn han har deltaget under, tage æren for turneringen. Arthurs forklaring bliver til sidst, at han forlod Camelot før turneringen og har dræbt Myror under et bagholdsangreb på vejen hjem.

## N

### Nimueh
Nimueh (spillet af Michelle Ryan) er en smuk, men ond, heks. Det bliver afsløret i afsnittet "Excalibur" og via interviews med Michelle Ryan, at Nimueh engang var Pendragon-familiens personlige heks og var blevet påkaldt for at hjælpe Uthers dronning med at blive frugtbar. Hun er tvunget til at lade Arthurs mor dør under fødslen, for at kunne opretholde balancen mellem liv og død. Som et resultat af denne handling, forviser Uther hende fra Camelot, forbyder al brug af magi og sværger, at henrette alle der bruger magi. Nimuehs smukke væsen skulle sigende blot være en illusion, frembragt af hendes stærke magiske kræfter: hun kan skifte udseende som hun vil ("The Poison Chalice"), og ikke se meget ældre ud end den 21-årige Arthur, til trods for at hun har boet hos hans familie længe, før han overhovedet blev født. 
I sidste afsnit af første sæson, tilbyder hun at genoplive Arthur, der er hårdt såret af et magisk sår, men at fortæller Merlin, at der vil være en høj pris at betale. Merlin siger, at han vil give sit eget liv for, at Arthur kan leve. Men Nimeuh lader ikke til at høre den bøn fra Merlin. Det bliver ikke bekræftet, men Merlin tror, at han virkelig skal til at dø for Arthur. Men Nimueh tager i stedet Merlins mors liv. For at forhindre Merlin i at ofre sig igen, træder Gaius i Merlins sted og Merlin bliver indblandet i en magisk kamp med Nimueh, da han har afvist at slutte sig til hende. Det ser ud til at Merlin formår at dræbe Nimueh, og da Gaius også er i live efter kampen, er det sandsynligt at hun er dø. 
 På hendes karakter-profil på BBC-websiden står, at hun, med klare hentydninger, vil vende tilbage til serien i en eller anden form. 

## O

### Owain
Sir Owain (spillet af Kyle Redmond-Jones) er ridder af Camelot. Han dør under sin kamp med den mystiske "Sorte Ridder", som faktisk er den genoplevende skikkelse af Uther Pendragons tidligere svoger Tristan De Bois, som er blevet bragt tilbage til livet som et spøgelse af Nimuehs magi.

### Odin
Kong Odin (spillet af Fintan McKeown) er konge af et nærtliggende kongerige til Camelot. Arthur dræbte hans søn i en duel; Arthur havde ikke noget udenforstående med ham, men den anden prins ville ikke trække sig fra kampen. Som hævn, sender Odin en professionel lejemorder, Myror, til Camelot for at dræbe Arthur i afsnittet episode "The Once and Future Queen". Myror overtager pladsen som Arthurs modstander i lanseturneringen og Merlin må bruge magi for at overskære en af hestesadlens remmer, for at kunne redde Arthur. Uther vil derefter føre krig mod ham, men Arthur taler sin far fra det og siger, at Odin kun gjorde det af sorg. 

### Olaf
Kong Olaf (spillet Mark Lewis Jones) er konge af et nærtliggende kongerige til Camelot. Olaf har en datter, Vivian, som, sammen med Arthur, bliver fortryllede af kong Alined og hans tjener Trickler, sådan at de bliver forelskede i hinanden for at, føre krig mellem Uther og Olaf. ('Sweet Dreams'). Olaf udfordrer Arthur til en duel, hvor de skal kæmpe til døden, da han og Uther opdager, at Arthur og Vivian kysser hinanden. Arthur er så fanget af fortryllelsen, at han næsten bliver dræbt i kampen, inden Gwen kommer og bryder fortryllelsen med et kys. Arthur afvæbner Olaf, men slår ham ikke ihjel, fordi det ikke er sådan man skaber fred.

## P

### Pellinor
Sir Pellinor (spillet af Sean Francis) er den ridder af Camelot, som dør i kamp med den "Sorte Ridder", som i virkeligheden er den afdøde Tristan de Bois.

### Percival
Sir Percival (spillet af Tom Hopper) er den ven af Lancelot, som følger ham, efter Merlin har sendt en besked til Lancelot om, at hans hjælp er behøvet efter Morgana har overtaget Camelot. Percival udviser stor fysisk styrke ved at udløse et stenskred, der redder Arthur og hans allierede fra at blive angrebet af Morgana og Morgause's udødelige riddere, hvilket får Arthur til at bede Percival om, at han bare må kalde ham 'Arthur' i stedet for 'Deres Højhed', til trods for de to kun lige har mødt hinanden. Percival sværger efterfølgende troskab til Arthur i deres forsøg på at generobre Camelot, ved at sige, at Arthurs fjender er hans fjender. Som tak for hans mod, slår Arthur Percival til ridder af Camelot, til trods for at Percival ikke er født adelig. Efter kampen, følger Percival med Gwen og de andre riddere af det Runde Bord tilbage til Camelot, gruppen ses derefter iklædt kåber, nu som sande riddere af Camelot.

## R

### Ruadan
Ruadan (spillet af Liam Cunningham) var en druide. Han allierede sig med Morgana, fordi han mente at Pendragons kun duede til at dø. Hans datter var Sefa, en tjenestepige i Camelot. Som blev dømt til døden for forræderi. Ruadon tog til Camelot, hvor han blev dødeligt såret. han nåede ud i skoven med Sefa, hvor han sendte en besked til Morgana, og døde kort tid efter.

### Rodor
Kong Rodor (spillet af James Fox) var konge af Nemeth og prinsesse Mithian's far.

## S

### Sophia
Sophia (spillet af Holliday Grainger) er en smuk ung kvinde, der dukker op i Camelot med sin far, Aulfric. Morgana har et frygteligt mareridt, hvor hun ser Arthur dø i hænderne på Sophia. Det bliver afsløret at Sophia og Aulfric er Sidher, magiske væsner, der er blevet forvist fra de udødeliges land Avalon. Hvis Sophia skal have lov til at vende tilbage til landet, skal hun ofre en sjæl fra en dødelig prins til Sidhernes ældste. Sophia fortryller Arthur og dræber ham næsten, inden hun selv bliver dræbt af Merlin, der bruger hendes egen magiske stav som våben mod hende.

## T

### Taliesin
Taliesin (spillet af Karl Johnson) var en seer, der i stand til at se begivenhederne i tre århundreder, før de sker. Ved at bruge mystierne fra Krystalhulen, var han i stand til at fremtiden i dybe detajler. Selvom han død år tilbage, viser han sig alligevel for Merlin – det er uklart om Taliesin havde efterladt et "stykke" af sig selv i fremtiden, for at kunne videregive sin besked, eller om det er hans spøgelse – da Arthur bliver alvorligt såret af en pil, han heler Arthurs sår og bringe efterfølgende Merlin – som han kalder 'Emrys' – til Krystalhulen, hvor han viser Merlin krystallerne. Han fortæller Merlin, at kun få sjældne personer er i stand til at bruge krystallerne til at se fremtiden. Han påstår, at have set syn af Merlin i sin egen levetid, og hentyder til at Merlin går en stor fremtid i møde. 

### Tauren
Tauren (spillet af Cal Macaninch) er en troldmand, der leder en bande af udstødte troldmænd, der har i sinde af dræbe Uther Pendragon. Han søger hjælp hos Gwens far, Tom, der er alkymist, for at kunne bruge en magisk sten, men flygter, da Tom bliver fanget af de kongelige vagter. Senere slår han sig sammen med Morgana for kunne føre Uther til hendes fars grav, hvor han skal dræbes af Tauren. Morgana er vred over Uthers nylig henrettelse af Tom, kun fordi han brugte alkymi og ikke vidste hvad hans evner blev udnyttet til, men hun skifter mening da Uther undskylder for henrettelsen. Tauren angriber derefter Uther, og Tauren bliver alvorligt såret af Morgana.

### Tom
Tom (spillet af Keith Durham) er far til Guinevere og Elyan. Han arbejder som smed i Camelot. Da Nimueh forgifter byens vandforsyning, lider han offer for en magisk plade, der dræber mange andre. Merlin redder ham ved hjælp af magi, hvilket gør at Gwen bliver beskyldt for at stå bag forgiftningen. Hun bliver arresteret for at bruge magi, men bliver senere løsladt og genforenet med sin far. Tom skabte sværdet, der bliver til Excalibur, da Den Store Drage giver det magiske kræfter for at hjælpe Arthur. 
 Tom bliver involveret i et plot af troldmand, Tauren, der bruger alkymi for at kunne bruge den legendariske Vise Sten. Tom bliver arresteret og sat for en domstol for at, uvillig, have hjulpet en fjende af Camelot, fordi Uther mener, at Tom lavede våben til Tauren. Morgana mistænker retssagen for blot at være en formalitet og mistænker Uther for at henrette Tom til trods for sagens udfald, blot for at sætte et eksempel. Tom bliver dræbt af vagter, da Morgana prøver at hjælp ham med at flygte fra fangekælderen. 

### Tristan De Bois (Den Sorte Ridder)
Tristan De Bois (spillet af Rick English og lagt stemme til af Christopher Fairbank) var Uther Pendragons svigerbror og Arthurs onkel. Han bebrejder Uther for sin søsters død under fødslen af Arthur og blev dræbt af Uther i en duel til døden. Hans sidste ord var at sværge, at han ville hævne sig på Uther. Nimueh bruger senere nekromatik for at bringe ham tilbage fra de døde, ved at udnytte den kraft De Bois havde, mens han var i live. Den skikkelse af De Bois bliver også dræbt af Uther, der bruger sværdet Excalibur, hvilket er blevet velsigner af Den Store Drage og oprindeligt kun skulle bruges af Arthur (Uther fik Gaius til at bedøve Arthur og derefter tage hans plads i duellen, hvilket, bagefter, tvinger Merlin til at skjule sværdet til tiden er inde til at Arthur skal bruge det igen).

## U

### Uther Pendragon
Uther Pendragon (spillet af Anthony Head) er konge af Camelot. Uther Pendragon begyndte krigen mod magi. På grund af denne krig har han været skyld i mange troldmænds død. Troldmænd der stadig er i live, hader ham mere end noget andet, såsom Morgana (hans datter), Merlin (hans søns tjener) og Morgause, der er Morganas halvsøster. På trods af dette er han en stor leder og ønsker kun at hans søn skal blive lige så stor. I slutningen af serien er han blevet dybt chokeret af Morgana og hendes planer, men endnu mere chokeret over det dybe had hun har til ham. Han er ikke i stand til at regere sit kongerige, efter denne besked.

## V

### Valiant
Ridder Valiant (spillet af Will Mellor) er en ridder, der kommer til Camelot at for kæmpe i den årlige sværdfægtningsturnering. Uvidst for andre, bruger han et magisk skjold bemalet med slanger, som vækkes til live på Valiants kommando. Han planlægger at slangerne skal dræbe Prins Arthur, og at han selv kan tage titlen som vinder af turneringen og vinde Morganas hjerte. Men hans magi bliver opdaget af Merlin, og Arthur dræber Ridder Valiant i turneringens finale. 

### Lady Vivian
Lady Vivian (spillet af Georgia Moffett) er datter Kong Olaf, som kommer til Camelot sammen med tre andre konger for at underskrive en fredskontrakt. Taget i betragtning af hendes paranoide og næsten vanvittige overbeskyttende far, lykkes det for en anden kong at fortrylle Arthur og Vivian, så de forelsker sig i hinanden. Kongen håber, at forelskelsen vil udarte sig i en duel mellem Arthur og Olaf, da Olaf opdager denne hån mod sine ønsker, som skal ende med Arthurs død og derved starte en krig. Selvom det lykkes Merlin og Gwen at bryde Arthurs fortryllelse, forbliver Vivian stadig i fortryllelsen, da hun forlader Camelot; det er uvist om fortryllelsen, der har forårsaget forelskelsen, vil fortage sig med tiden. 

### Vivienne
Vivienne er den fraværende mor til Morgana og Morgause, og hustru til Gorlois. Kort før hun blev gift, var hun blevet gravid med en lille pige. Hun kaldte pigen Morgause og gav hende et armring med Huset Gorlois' mærke på. Vivienne gav derefter sin lille pige til Gaius, der fik hende smuglet ud af Camelot. Han overlod hende til nogle præstinder af den Gamle Religion. 
 Vivienne vendte tilbage til sit gamle liv, blev gift igen og blev, nogle år senere, gravid med endnu en pige. Denne pige var arving til Huset Gorlois og fik navnet Morgana. Hvad Gorlois ikke vidste var, at den lille pige ikke kun var arving til hans titel, men også arving til en anden titel. Kun Vivienne vidste dette. Morgana er den retmæssige arving til Camelots trone. Mens Gorlois var væk for at kæmpe for Kong Uther Pendragon, blev Vivienne ensom og sov med Uther.
Dette indser Morgana i tredje sæson, over 20 år senere, hvor hun indser, hvad hun er arving til. Hun bliver meget vred på Uther, fordi han har løjet for hende.
Men, da Gorlois døde, forsvandt Vivienne og efterlod Morgana i Uthers varetægt. Hun efterlod altså også sin 8-årige datter Morgana, som forældreløs. Hun er ikke blevet set siden.

## W

### William
William (spillet af Joe Dempsie) er en barndomsven af Merlin. Han har en ekstrem mistillid til adelig, fordi hans far døde under sin tjeneste for kongeriget. Da Prins Arthur kom for at forsvare Merlins hjemby mod røvere, beskylder William ham først for at bruge landsbyboerne som lokkemad for røvere, men indser til sidst at Arthur virkelig er villig til at risikere sit eget liv i kamp. William dør efter at have beskyttet Arthur mod at blive ramt af en pil fra en armbrøst, der er blevet er affyret fra røverlederen. Arthur ved, at der er blevet brugt magi til at jage røverne væk, og den døende William påtager sig brugen af magi for beskytte Merlin.

### William of Daira
Sir William of Daira (spillet af Alex Price) er en bonde, som Merlin har fundet til at afløse Arthur i en turnering. I afsnittet "The Once and Future Queen" agter Arthur at deltage i turneringen uden nogen andre ved, hvem han er og derfor ikke kan give ham speciel behandling. I virkeligheden er 'Sir William' blot en bonde fra en nærliggende landsby. Han skal forestille at være ridder for at deltage i turneringen, hvor det i virkeligheden er Arthur, der kæmper i hans sted. Han minder ikke om en ridder, trods Merlin og Gwens mange forsøg, men formår at spille rollen efterfølgende, efter at have modtaget råd om adelig og arrogance fra Arthur. Da Arthur vinder turneringen, lader Arthur bonden 'Sir William' tage æren for sejren, da Arthur føler tiden er ind til ydmyghed. 

## Y

### Ygraine Pendragon
Ygraine Pendragon (spillet af Alice Patten) var hustru til Uther Pendragon og mor til Arthur. Hun og Uther søgte Nimuehs hjælp for, at Ygraine kunne blive gravid med en arving til tronen. Fødslen af Arthur gør at Ygraine dør, som følge af den naturlig balance mellem liv og død. Hendes bror, Tristan De Bois, sværger at hævne hende og Nimueh bringer ham senere tilbage fra de døde for at give ham chancen for at hævne sig på Uther. Hendes død efterlader også Uther med et stort had til al magi, hvilket får ham til at starte en stor udrensning af magi og lave love om magi. 
 Et spøgelse af Ygraine dukker op i "The Sins of the Father", hvor Arthur lærer sandheden om sin fødsel, og påstår efterfølgende, at Uther tog til Nimueh, uden Ygraine vidste det og at han var fuld bevidst over prisen for en arving til Camelot. Men spøgelset er fremkaldt af Morgause og det er derfor en forvrænget sandhed Arthur hører. 
Ygraine dukker også op i "The Tears of Uther Pendragon (Part 1)" som en af Uthers hallucinationer, der griber og hænger i en af Uthers arme ned i en brønd. 